# (332) Siri
(332) Siri ist ein Asteroid des mittleren Hauptgürtels, der am 19. März 1892 vom deutschen Astronomen Max Wolf an seiner Privatsternwarte in Heidelberg entdeckt wurde.
Ein Bezug dieses Namens zu einer Person oder einem Ereignis ist nicht bekannt.

## Wissenschaftliche Auswertung
Aus Ergebnissen der IRAS Minor Planet Survey (IMPS) wurden 1992 Angaben zu Durchmesser und Albedo für zahlreiche Asteroiden abgeleitet, darunter auch (332) Siri, für die damals Werte von 40,4 km bzw. 0,17 erhalten wurden. Nach der Reaktivierung von NEOWISE im Jahr 2013 und Registrierung neuer Daten wurden die Werte 2015 mit 33,6 km bzw. 0,18 angegeben, diese Angaben beinhalten aber hohe Unsicherheiten.
Eine spektroskopische Untersuchung von 820 Asteroiden zwischen November 1996 und September 2001 am La-Silla-Observatorium in Chile ergab für (332) Siri eine taxonomische Klassifizierung als X-Typ.
Photometrische Messungen des Asteroiden fanden erstmals statt am 15. März 1975 am Observatorium Kvistaberg in Schweden. Aus den registrierten Daten wurde eine Rotationsperiode von 7,0 h abgeleitet. Neue Beobachtungen erfolgten während drei Nächten vom 27. Februar bis 1. März 1998 durch den Science Club ‚Chaparral‘ in Argentinien. Dabei wurde eine Rotationsperiode von 6,957 h bestimmt. Eine weitere Messung vom 13. bis 23. Januar 2006 am Palmer Divide Observatory in Colorado führte allerdings zu einer von den früheren Werten abweichenden Rotationsperiode von 6,003 h.
Bei neuen photometrischen Beobachtungen vom 14. bis 31. März 2008 am Hunters Hill Observatory in Australien stimmten die aufgezeichneten Daten jedoch mit keiner dieser Perioden überein. Ergänzt durch neue Daten vom Palmer Divide Observatory konnte eine ausreichend detaillierte Lichtkurve erstellt werden, aus der eine Rotationsperiode von 8,0074 h bestimmt wurde.
Aus archivierten Daten des Asteroid Terrestrial-impact Last Alert System (ATLAS) aus dem Zeitraum 2015 bis 2018 wurden in einer Untersuchung von 2020 mit der Methode der konvexen Inversion für ein dreidimensionales Gestaltmodell des Asteroiden eine Position der Rotationsachse mit prograder Rotation und eine Periode von 8,00617 h berechnet.
Zwischen 2012 und 2018 wurden mit der All-Sky Automated Survey for Supernovae (ASAS-SN) auch photometrische Daten von 20.000 Asteroiden aufgezeichnet. Auf mehr als 5000 davon konnte erfolgreich die Methode der konvexen Inversion angewendet werden, darunter auch (332) Siri, für die in einer Untersuchung von 2021 ein verbessertes dreidimensionales Gestaltmodell für zwei alternative Rotationsachsen mit prograder Rotation und einer Periode von 8,0062 h berechnet wurde. Aus den Daten von ATLAS konnte in einer Untersuchung von 2022 mit der Methode der konvexen Inversion noch einmal eine Rotationsperiode von 8,00619 h bestimmt werden.